# Jorge Rolando
Jorge Enrique Rolando Queirolo (ur. 22 listopada 1906 w Montevideo, zm. ?) – urugwajski szermierz.
Uczestniczył w Letnich Igrzyskach Olimpijskich w 1936 roku w konkurencji drużynowej szablistów, odpadając w eliminacjach. Brat olimpijczyka Conrada Rolando.